# Ian Ogilvy
Ian Ogilvy (Woking, 30 settembre 1943) è un attore britannico.
È anche sceneggiatore e autore di romanzi per bambini.

## Biografia
Dopo aver studiato recitazione alla Royal Academy of Dramatic Art, ha partecipato a numerose pellicole, tra cui La sorella di Satana (1966), Il killer di Satana (1967), Il grande inquisitore (1968), Waterloo (1970) e Cime tempestose (1970 
), La bottega che vendeva la morte (1974), La morte ti fa bella (1992) e Le mie grosse grasse vacanze greche (2009). 
Anche attore di teatro, è stato protagonista della serie televisiva britannica Il ritorno di Simon Templar ed è apparso nelle serie americane La signora in giallo, I ragazzi di Malibu, Melrose Place, Baywatch, Un detective in corsia, Dharma & Greg.

## Vita privata
Si è sposato due volte: prima dal 1968 al 1983 con la modella Diane Sarah Patricia Hart da cui ha avuto un figlio, Titus; dal 1992 è sposato con l'attrice Kathryn Holcomb.

## Filmografia parziale

### Cinema
- La sorella di Satana (The She Beast), regia di Michael Reeves (1966)
- Uno sconosciuto in casa (Stranger in the House), regia di Pierre Rouve (1967)
- Il killer di Satana (The Sorcerers), regia di Michael Reeves (1967)
- Il giorno in cui i pesci uscirono dal mare (The Day the Fish Came Out), regia di Mihalis Kakogiannis (1967)
- Il grande inquisitore (Witchfinder General), regia di Michael Reeves (1968)
- Cime tempestose (Wuthering Heights), regia di Robert Fuest (1970)
- 6 dannati in cerca di gloria (The Invincible Six), regia di Jean Negulesco (1970)
- Waterloo, regia di Sergej Bondarčuk (1970)
- La maledizione (... And Now the Screaming Starts!), regia di Roy Ward Baker (1973)
- Niente sesso, siamo inglesi (No Sex Please: We're British), regia di Cliff Owen (1973)
- La bottega che vendeva la morte (From Beyond the Grave), regia di Kevin Connor (1974)
- La morte ti fa bella (Death Becomes Her), regia di Robert Zemeckis (1992)
- The Disappearance of Kevin Johnson, regia di Francis Megahy (1996)
- Le mie grosse grasse vacanze greche (My Life in Runs), regia di Donald Petrie (2009)

### Televisione
- Il ritorno di Simon Templar (Return of the Saint) - serie TV (1978-1979)
- La signora in giallo (Murder, She Wrote) - serie TV, 5 episodi (1989-1994)
- Walker Texas Ranger - serie TV, 1 episodio (1994)
- I ragazzi di Malibu (Malibu Shores) - serie TV (1996)
- Melrose Place - serie TV, 1 episodio (1999)
- Baywatch - serie TV, 1 episodio (1999)
- Un detective in corsia (Diagnosis: Murder) - serie TV, 4 episodi (1995-1999)
- Dharma & Greg - serie TV, 1 episodio (2000)
- Miss Marple (Agatha Christie's Marple) - serie TV, episodio 4x03 (2009)
- The Saint, regia di Ernie Barbarash - film TV (2017)

## Doppiatori italiani
Nelle versioni in italiano delle opere in cui ha recitato, Ian Ogilvy è stato doppiato da:
- Luigi La Monica in La signora in giallo (ep. 6x22, 8x14), Le mie grosse grasse vacanze greche
- Pino Colizzi ne Il grande inquisitore
- Aldo Reggiani in Waterloo
- Claudio Capone ne Il ritorno di Simon Templar
- Paolo Lombardi in La morte ti fa bella
- Fabrizio Pucci in La signora in giallo (ep. 6x01)
- Romano Malaspina in La signora in giallo (ep. 11x10)
- Massimo Corvo in Una vacanza di tutto... lavoro
- Sergio Di Stefano in Miss Marple
- Nicola Braile in Permettimi di amarti